# Bira Circuit
Bira Circuit (oryg. w jęz. taj. พีระเซอร์กิต) – tor wyścigowy otworzony w 1985 roku w Pattayi w Tajlandii, nazwany na cześć Birabongse'a Bhanuteja Bhanubandha, tajskiego księcia. Na tor składa się 10 prawych zakrętów
Na torze odbywają się mistrzostwa South East Asia Touring Car Zone Challenge i Formula Asia. Wydarzenia wyścigowe na torze odbywają się przez cały rok.